# Pargny-la-Dhuys
 Pargny-la-Dhuys  es una población y comuna francesa, en la región de Picardía, departamento de Aisne, en el distrito de Château-Thierry y cantón de Condé-en-Brie.

## Demografía
| 242 | 224 | 166 | 141 | 156 | 158 |
| Para los censos de 1962 a 1999 la población legal corresponde a la población sin duplicidades (Fuente: INSEE [Consultar]) |     |     |     |     |     |